# Homalium oblongifolium
Homalium oblongifolium är en videväxtart som beskrevs av Merrill. Homalium oblongifolium ingår i släktet Homalium och familjen videväxter. Inga underarter finns listade i Catalogue of Life.